# Institut d'enseignement secondaire Saint-Luc Liège
Pour les articles homonymes, voir Saint-Luc.
L'institut d'enseignement secondaire Saint-Luc Liège est une école secondaire artistique située à Liège, en Belgique.

## Histoire
L'école fait partie du réseau d'écoles artistiques Saint-Luc fondées en Belgique, dont l'activité démarre à Liège en 1879.
L'école supérieure des arts Saint-Luc de Liège ouvre les portes de ses propres bâtiments en 1904 au no 26 de la rue Sainte-Marie. L'édifice, en pierre et briques et de style néogothique, est pourvu d'une porte cochère avec un vitrail dédié à saint Joseph et coiffée d'un oriel dont la base de chacun des trois côtés est décorée par des bas-reliefs, incluant au centre saint Luc, son bœuf et le symbole de Liège, à gauche deux blasons dédiés aux sculpteurs et aux orfèvres, et à droite deux blasons dédiés aux architectes et aux peintres. L'école finit par occuper les bâtiments des numéros 24 à 30 et la section secondaire, l'institut Saint-Luc, voit le jour.
En 2000, l'école supérieure des arts et l'Institut supérieur d'architecture (ISA Saint-Luc Liège) quittent la rue Sainte-Marie pour la caserne Fonck en Outremeuse, laissant là uniquement la section secondaire. En 2005, les quatre bâtiments côté rue et la chapelle sont rasés et seuls les bâtiments de la cour intérieure sont conservés, l'accès à l'école se faisant depuis au 111, rue Louvrex. En 2017, l'école ajoute une section générale artistique. En 2018, la cour intérieure est complètement rénovée,. En 2023, une section audiovisuelle rejoint l'offre de formation de l'école.

## Offre de formation
Liste des différentes formations proposées par l'école depuis 2023 :
1. Général de transition
  - Éducation artistique (5e - 6e années)
2. Technique de transition
  - Arts (3e - 4e années)
  - Arts (5e - 6e années)
  - Audiovisuel (5e - 6e années)
3. Technique de qualification
  - Techniques artistiques (3e année)
  - Arts plastiques (4e - 5e - 6e années)
  - Photographie (4e - 5e - 6e années)
  - Infographie (4e - 5e - 6e années)

## Identité graphique
L'institut dévoile le 30 juin 2023 sa nouvelle identité visuelle et met à disposition du public, sur le site internet de l'école, une charte graphique de plus de quarante pages.
Le logo, polysémique et à tendance abstraite, offre de multiples significations. Parmi celles prévues lors de la conception du logo, l'on retrouve les interprétations suivantes :
- L'idéogramme : Le logo se compose d'un triangle, d'un cercle, d'un carré et d'un trait, symbolisant la structure fondamentale d'une image de manière simple et primitive.
- L’offre d’enseignement : Les différentes sections et options de l'école sont représentées par des formes géométriques de complexité variable dérivées du logo. Le carré est ainsi la base pour les sections techniques de transition, le triangle pour les sections générales de transition, et le cercle pour les sections techniques de qualification.
- L’outil du créatif : Le triangle et le trait central représentent respectivement la pointe ou l'embout des outils de base du créatif, c'est-à-dire le crayon, le feutre ou le stylet graphique.
- L’appareil de captation : Le cercle central et le carré extérieur évoquent un appareil photo ou une caméra.
- La référence historique : On peut retrouver dans le logo, en noir, le symbole d'un compas d'architecte. À ses débuts, l'école offrait des formations axées sur les arts et les métiers, dont l'architecture.
- Le décor montagneux : La montagne et le soleil symbolisent l'élévation spirituelle, intellectuelle, morale et physique des élèves, ainsi que les défis qu'ils doivent relever tout au long de leur parcours éducatif.
- L’icône Image : La montagne et le soleil sont également des symboles universellement reconnus pour représenter le concept d'image. En informatique, l'icône présentant l'image est l'une des plus célèbres.
- L’icône religieuse : La partie centrale blanche en forme de triangle représente la tête, tandis que la partie bleue symbolise le haut du corps de Saint-Luc. La partie jaune représente l'auréole qu'il porte.

La charte stipule que la liste citée n'est pas exhaustive.

## Galerie

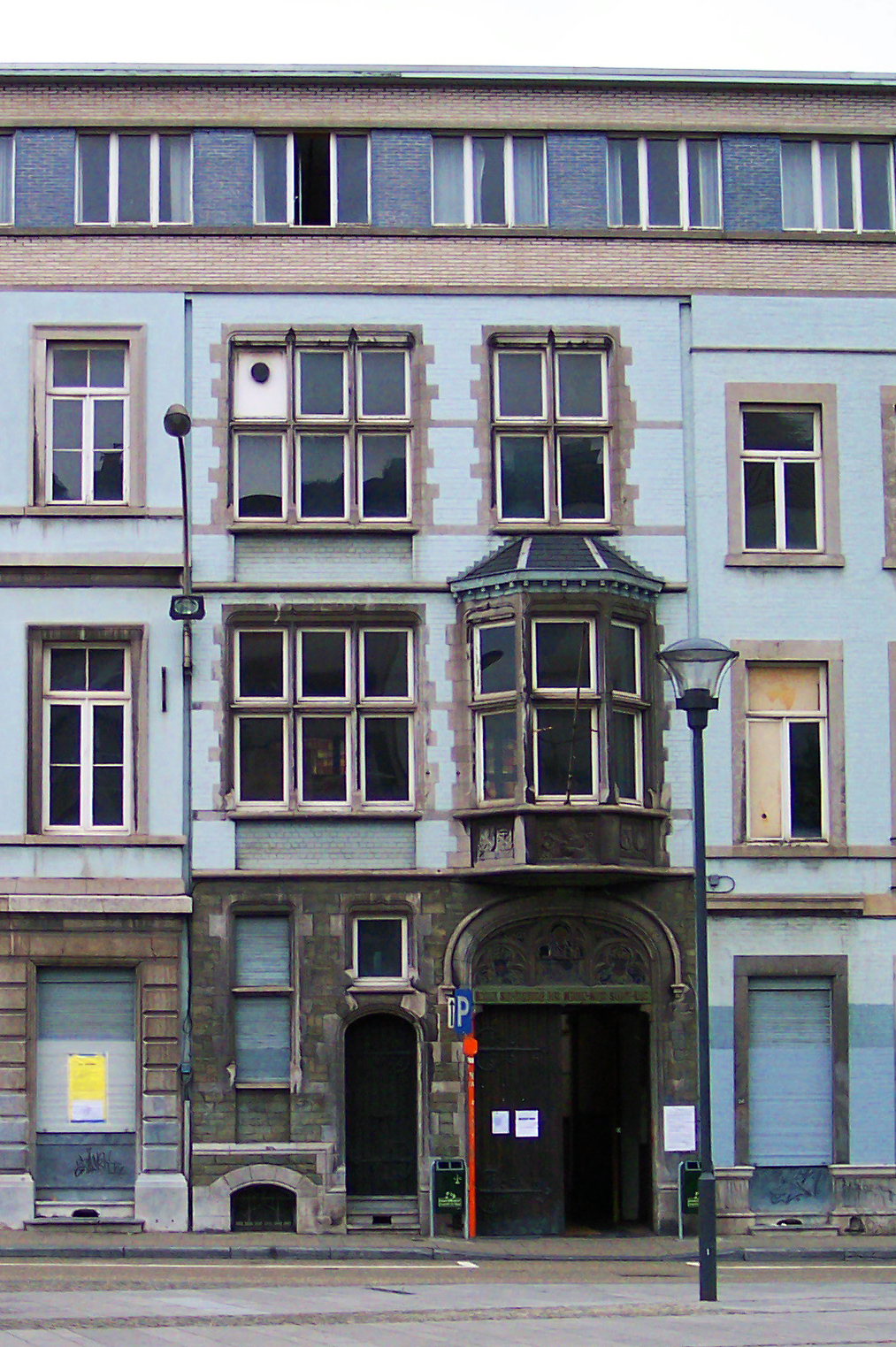
Façade néogothique de Saint-Luc rue Sainte-Marie avant sa démolition.
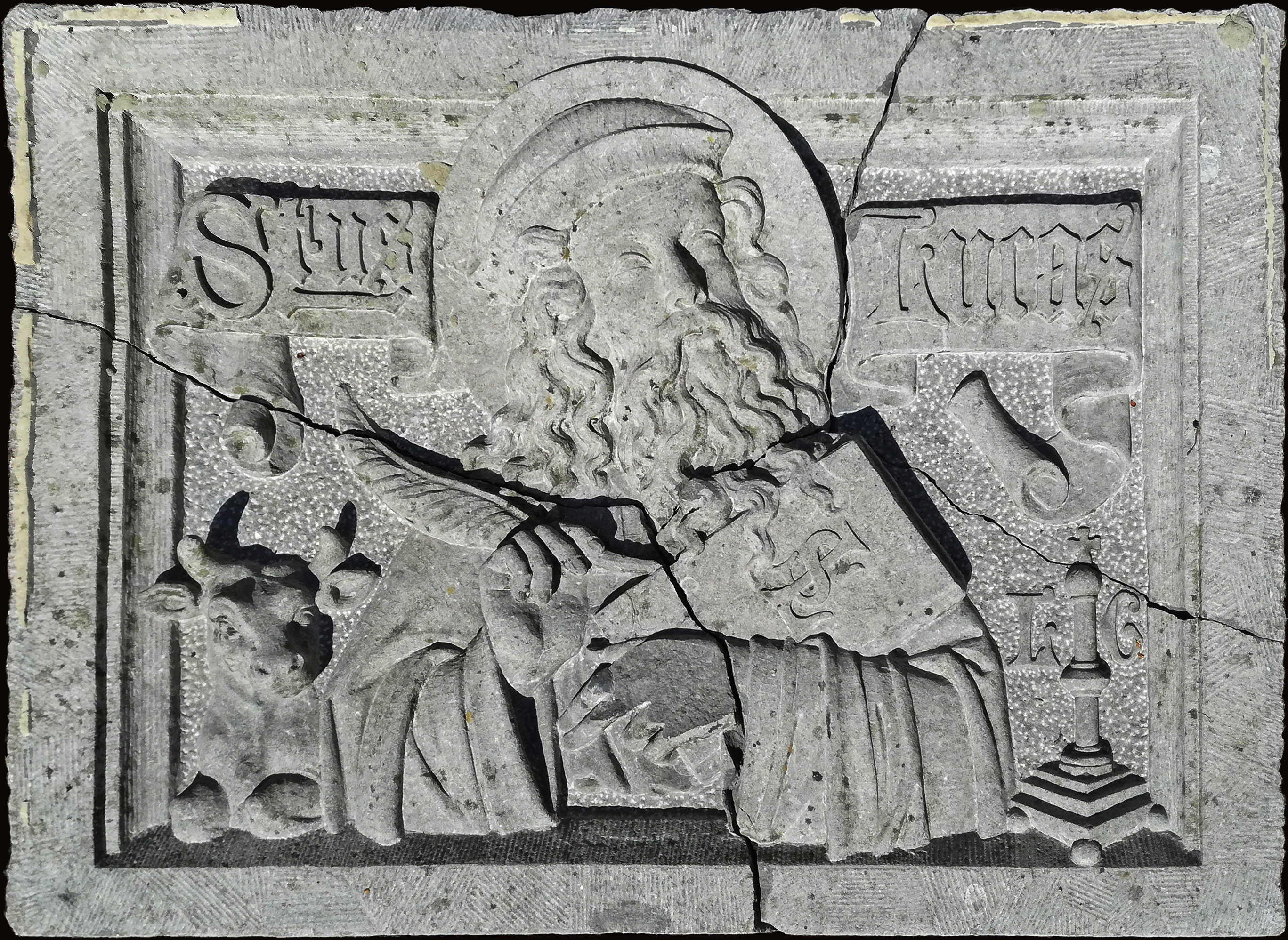
Bas-relief de saint Luc, son taureau et les armoiries de Liège, tombé et brisé en quatre morceaux durant la démolition du bâtiment.
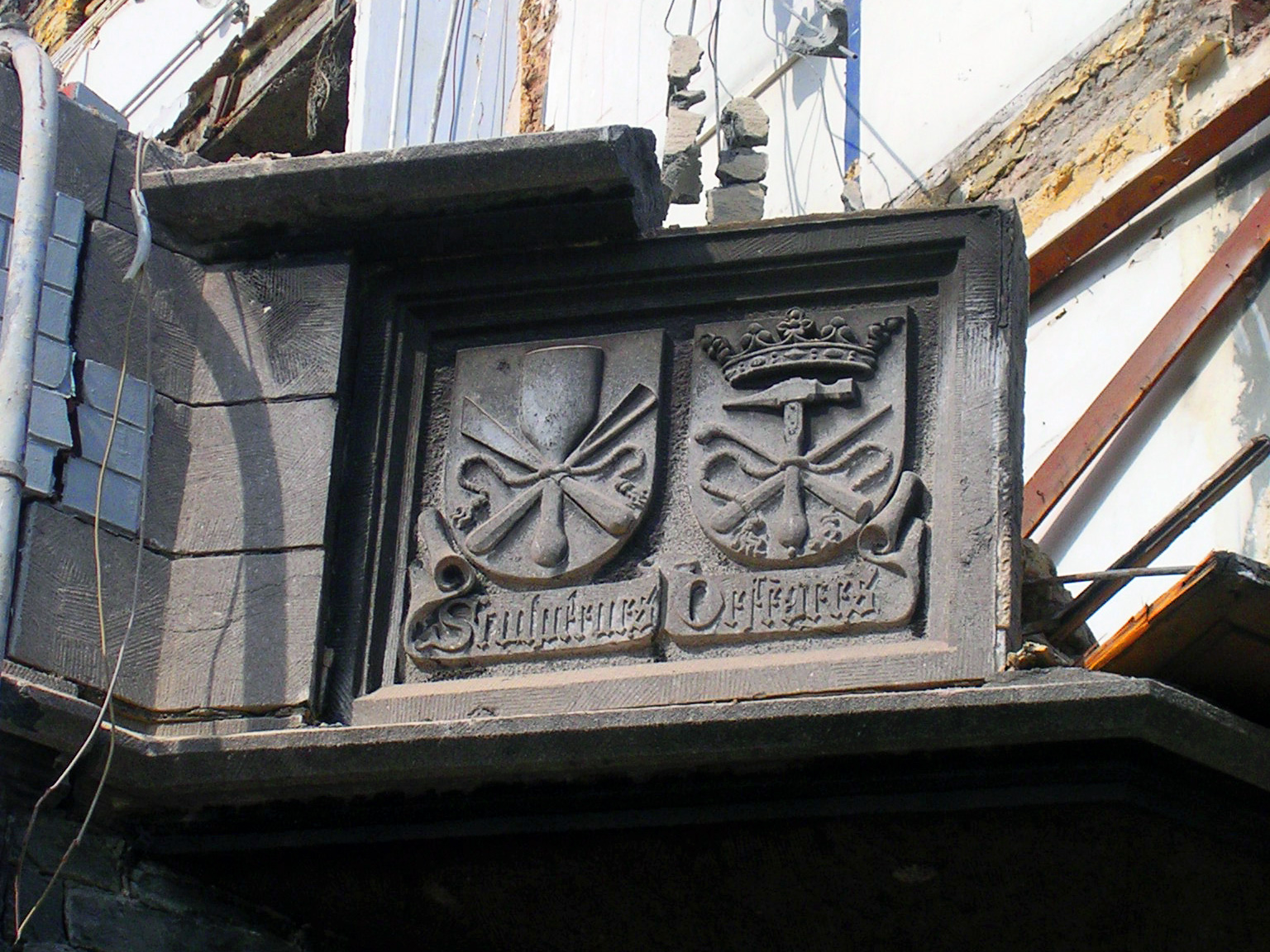
Blason des sculpteurs et orfèvres durant la démolition.
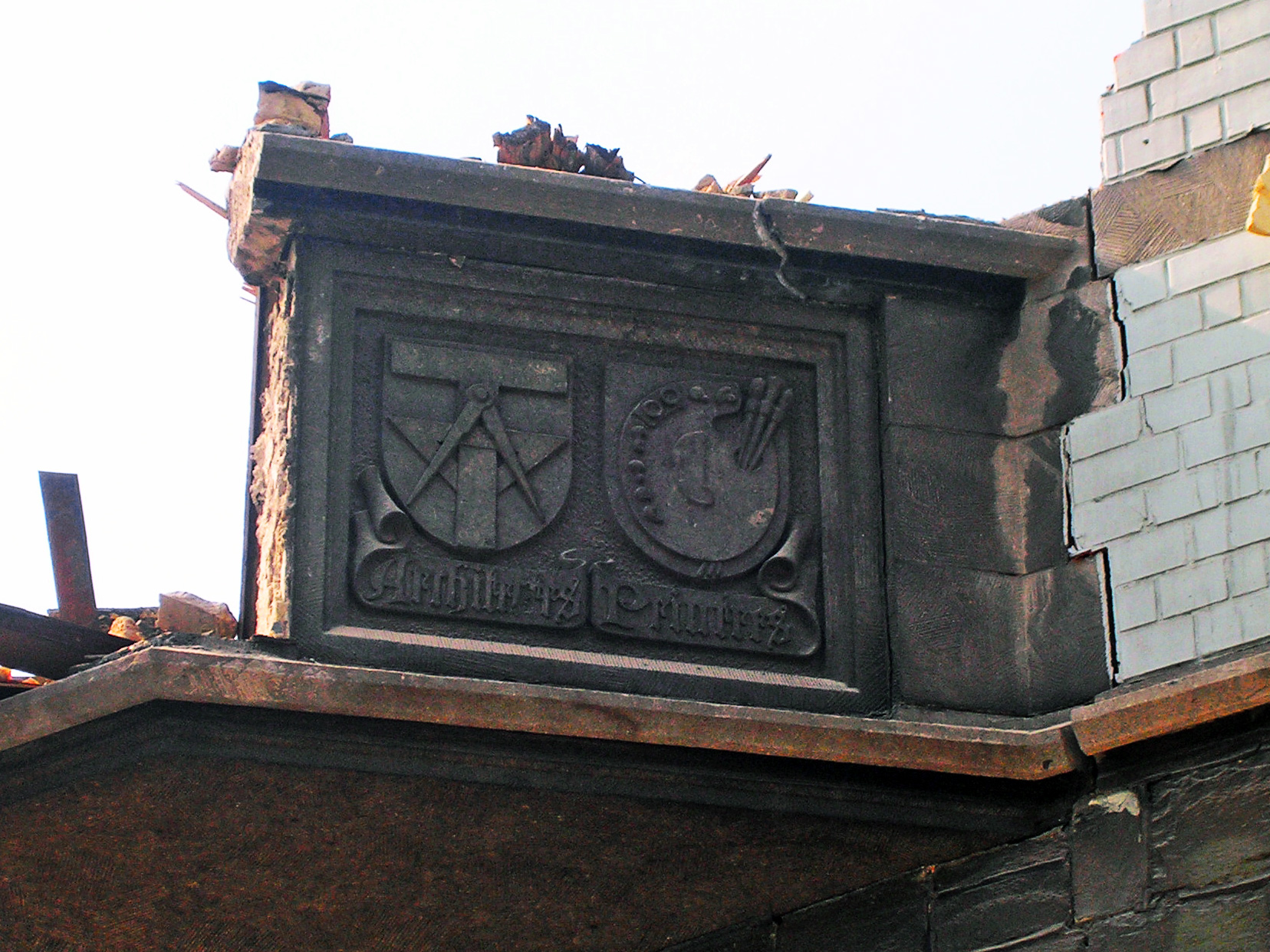
Blason des architectes et peintres durant la démolition.
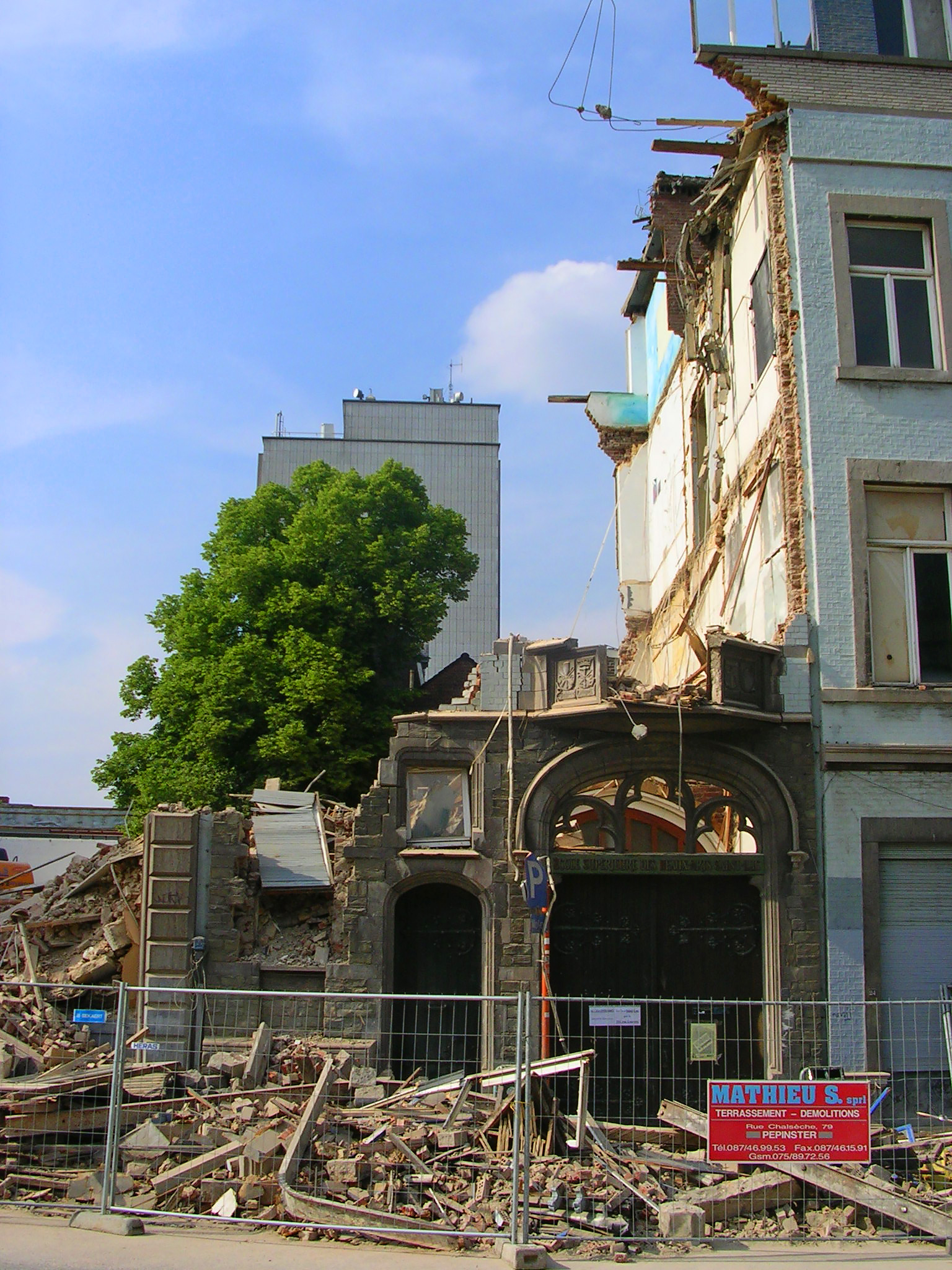
Façade néogothique durant sa démolition.
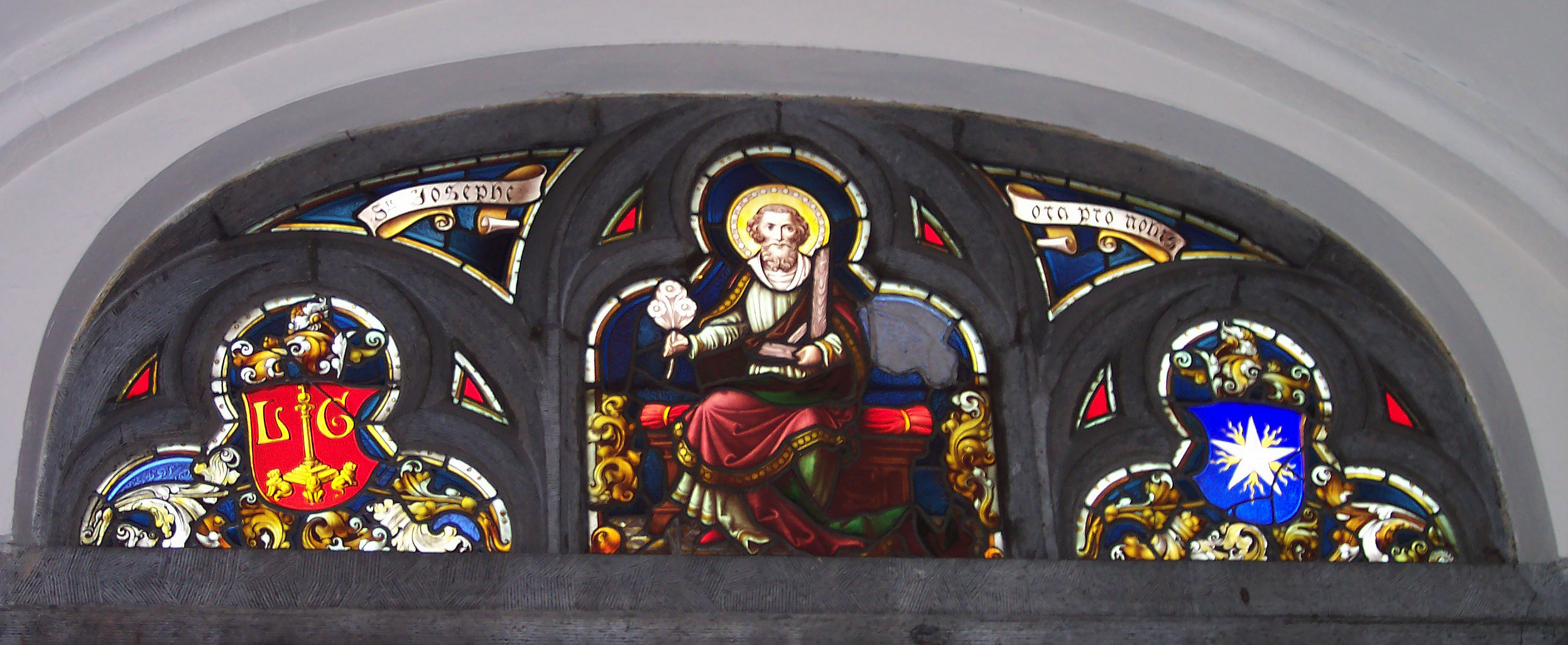
Détail du vitrail de saint Joseph de la porte de Saint-Luc avant sa démolition.
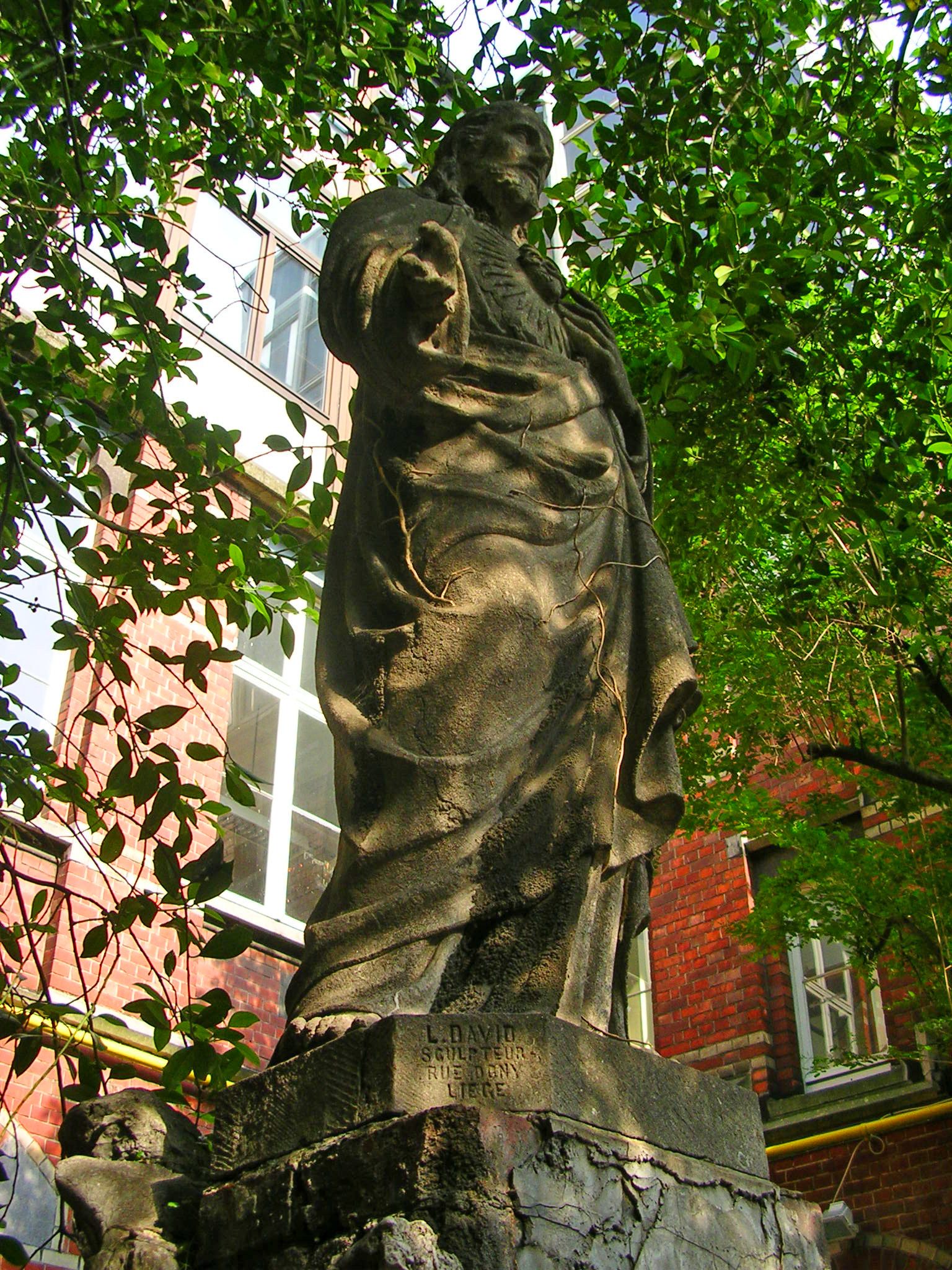
Statue en pierre du Christ par L. David, à son emplacement originel dans la cour intérieure de Saint-Luc.
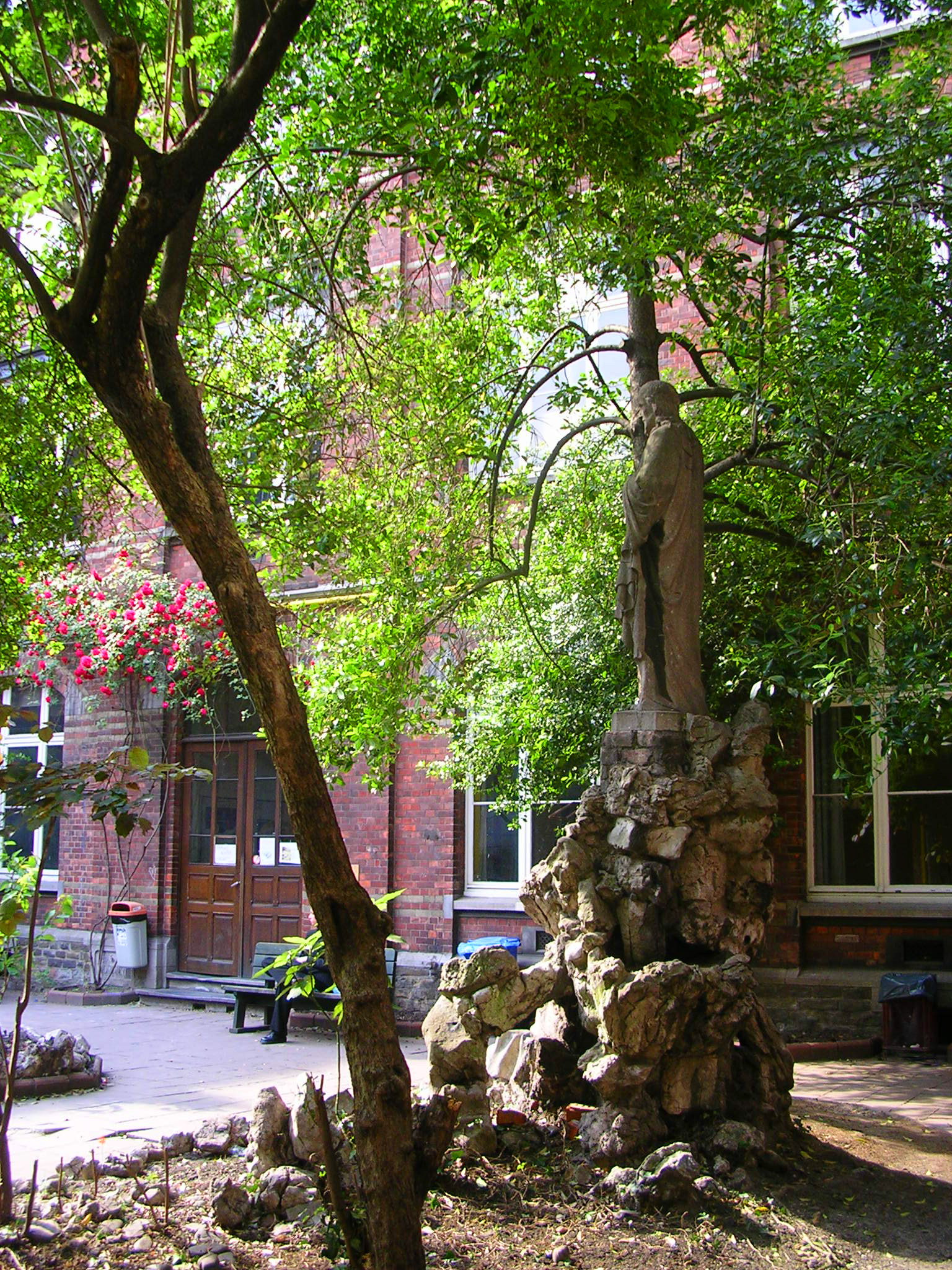
Idem.